# Synagoge Dalheim (Rheinhessen)
Die Synagoge in Dalheim im rheinland-pfälzischen Landkreis Mainz-Bingen, deren Baujahr und Standort unbekannt sind, wurde bis ca. 1890 genutzt.

## Geschichte
Das genaue Baujahr der Synagoge und deren Standort sind nicht bekannt. Erstmals Erwähnung findet die Synagoge in den Publikationen von Karl Anton Schaab im Jahr 1847. Danach wird sie bis 1890 nicht mehr erwähnt. In der Nacht zum 16. August 1890 drangen Unbekannte in die Synagoge ein und demolierten die Inneneinrichtung und alle Ritualien. Der entstandene Schaden belief sich auf 600 Mark. Die Täter wurden nicht gefasst. Die Presse spekulierte, dass es sich um einen Racheakt gehandelt haben könnte, ohne näher auf die Hintergründe einzugehen. Nach diesem Zeitpunkt liegen keine Informationen mehr über die Synagoge vor. Da sie auch in einer Ortsbeschreibung aus dem Jahr 1900 nicht mehr erwähnt wird, ist davon auszugehen, dass die Synagoge 1890, nach der Schändung, geschlossen wurde. Über die weitere Nutzung oder die Architektur der Synagoge geben die Quellen keine Auskunft.

## Jüdische Gemeinde Dalheim
Die kleine jüdische Gemeinde bestand vom Anfang des 19. Jahrhunderts bis Anfang des 20. Jahrhunderts. Ab dem Beginn des 19. Jahrhunderts stieg die Zahl der Gemeindemitglieder an und erreichte 1861 ihren höchsten Stand. Ab der Mitte des 19. Jahrhunderts kam es zu Aus- und Abwanderungen, vorwiegend in die Vereinigten Staaten und im Zuge der fortschreitenden Industrialisierung in die größeren Städte. 1931 lebte nur noch ein jüdisches Gemeindemitglied in Dalheim, dass 1933 nach Mainz verzog. Die Toten wurden zwischen 1858 und 1918 auf dem jüdischen Friedhof Dalheim beigesetzt. Die Gemeinde verfügte über eine Religionsschule und über eine Mikwe.

### Entwicklung der Einwohnerzahl
| Jahr | Juden | Jüdische Familien | Bemerkung |
| ---- | ----- | ----------------- | --------- |
| 1804 | 24    |                   |           |
| 1808 |       | 5                 |           |
| 1824 | 21    |                   |           |
| 1830 | 21    |                   |           |
| 1861 | 30    |                   |           |
| 1900 | 18    |                   |           |
| 1931 | 1     |                   |           |

Quelle: alemannia-judaica.de;„… und dies ist die Pforte des Himmels“

### Opfer des Holocaust
Das Gedenkbuch – Opfer der Verfolgung der Juden unter der nationalsozialistischen Gewaltherrschaft 1933–1945 und die Zentrale Datenbank der Namen der Holocaustopfer von Yad Vashem führen drei Mitglieder der jüdischen Gemeinschaft Dalheim (die dort geboren wurden oder zeitweise lebten) auf, die während der Zeit des Nationalsozialismus ermordet wurden.
| Name | Vorname | Todeszeitpunkt    | Alter    | Ort des Todes              | Bemerkung | Quellen |
| ---- | ------- | ----------------- | -------- | -------------------------- | --- | --- |
| Koch | Albert  | 13. Dezember 1940 | 63 Jahre | Konzentrationslager Dachau | Inhaftierung in Dachau am 15. November 1940                                                                                                  | Yad Vashem (Datenbank, Datensatz Nr. 11564668 und Nr. 6701900) / Gedenkbuch für die Opfer der NS-Judenverfolgung in Deutschland |
| Koch | Richard | 13. Mai 1942      | 42 Jahre | Vernichtungslager Kulmhof  | Deportation ab Berlin am 24. Oktober 1941 nach Ghetto Litzmannstadt (Transport 2 von Berlin). Am 13. Mai 1942 nach Vernichtungslager Kulmhof | Yad Vashem (Datenbank, Datensatz Nr. 4111177 und Nr. 11564759) / Gedenkbuch für die Opfer der NS-Judenverfolgung in Deutschland |
| Lion | Therese | 26. November 1942 | 72 Jahre | Ghetto Theresienstadt      | Deportation ab Darmstadt am 27. September 1942 nach Ghetto Theresienstadt                                                                    | Yad Vashem (Datenbank, Datensatz Nr. 11581144) / Gedenkbuch für die Opfer der NS-Judenverfolgung in Deutschland                 |